# Список багатоніжок Шрі-Ланки
Шрі-Ланка — тропічний острів, розташований недалеко від південного краю Індії. Фауна безхребетних така ж велика, як і в інших регіонах світу. У світі налічується близько 2 мільйонів видів членистоногих, і їхнє число продовжує збільшуватися. Також до цього часу відкрито багато нових видів. Тому дуже складно і важко узагальнити точну кількість видів, які зустрічаються в певному регіоні.
У наведеному нижче списку йдеться про багатоніжок, знайдених на Шрі-Ланці.

## Губоногі
Тип: ЧленистоногіПідтип: БагатоніжкиКлас: Губоногі
Вважається, що існує близько 8000 видів губоногих багатоніжок, з яких описано 3000.
У наведеному нижче списку наведено багатоніжки, які зараз виявлені на Шрі-Ланці. Перше відоме дослідження багатоніжок було проведено в Ньюпорті в 1845 році. Потім ще багато закордонних біологів і натуралістів провели багато досліджень багатоніжок. Однак багато останніх робіт і перша робота місцевого біолога була виконана Думіндою Діссанаяке з Університету Раджарата Шрі-Ланки. Згідно з його контрольним списком, на Шрі-Ланці відомо 19 видів із 4 рядів і 6 родин.
Ендемічні види позначаються як E .

### Порядок:Geophilomorpha— ґрунтові багатоніжки

#### Родина:Mecistocephalidae
- Mecistocephalus heteropus
- Mecistocephalus subinsularis

#### Сімейство:Oryidae
- Orphnaeus brevilabiatus

### Порядок:Lithobiomorpha— кам'яні багатоніжки

#### Родина:Lithobiidae
- Australobius palnis
- Australobius sculpturatus

### Порядок:Scolopendromorpha— сколопендри

#### Родина:Scolopendridae
- Ethmostigmus rubripes
- Otostigmus ceylanicus
- Otostigmus scaber
- Scolopendra crassa
- Scolopendra hardwickei
- Scolopendra morsitans
- Scolopendra subspinipes
- Cormocephalus inermipes
- Cormocephalus westwoodi
- Rhysida immarginata
- Rhysida longipes

### Порядок:Scutigeromorpha— скутигери

#### Родина:Scutigeridae
- Thereuopodina tenuicornis

#### Родина:Scutigerinidae
- Scutigerina weberi

## Двопарноногі
Тип: ЧленистоногіПідтип: MyriapodaКлас: Диплоногі

### Ряд:Chordeumatida

#### Родина:Lankasomatidae
- Cingalosoma anderssoni — Е
- Lankasoma anderssoni — Е
- Lankasoma brincki — Е
- Lankasoma cederholmi — Е
- Lankasoma oreites — Е
- Lankasoma mahleri — Е

### Ряд:Glomeridesmida

#### Родина:Glomeridesmidae
- Termitodesmus ceylonicus — E

### Ряд:Polydesmida

#### Родина:Chelodesmidae
- Leptodesmus thwaitesii — Е

#### Родина:Cryptodesmidae
- Pocodesmus greeni — Е
- Singhalocryptus alticola — E

#### Родина:Fuhrmannodesmidae
- Lankadesmus cognatus — E

#### Родина:Paradoxosomatidae
- Anoplodesmus anthracinus
- Anoplodesmus humberti — E
- Anoplodesmus layardi — E
- Anoplodesmus luctuosus
- Anoplodesmus inornatus — E
- Anoplodesmus sabulosus — E
- Anoplodesmus saussurii
- Anoplodesmus stadelmanni — E
- Chondromorpha xanthotricha
- Desmoxytes planata
- Orthomorpha mikrotropis — E
- Paranedyopus simplex — E
- Polydesmopeltis kelaarti
- Pyragrogonus willeyi — E
- Singhalorthomorpha cingalensis — E
- Singhalorthomorpha serrulata — E
- Strongylosoma greeni — E
- Strongylosoma nietneri — E

#### Родина:Polydesmidae
- Polydesmus skinneri — E

#### Родина:Pyrgodesmidae
- Archandrodesmus kandyanus — E
- Catapyrgodesmus ceylonicus — E
- Cryptocephalopus jonesii — E
- Eustaledesmus parvus — E
- Klimakodesmus permutatus — E
- Pyrgodesmus obscurus — E
- Styloceylonius lobatus — E
- Urodesmus serratus — E

### Ряд:Polyxenida

#### Родина:Polyxenidae
- Silvestrus ceylonicus — E

### Ряд:Sphaerotheriida

#### Родина:Arthrosphaeridae
- Arthrosphaera attemsi
- Arthrosphaera brandtii
- Arthrosphaera corrugata — E
- Arthrosphaera dentigera — E
- Arthrosphaera inermis
- Arthrosphaera leopardina — E
- Arthrosphaera noticeps — E
- Arthrosphaera pilifera — E
- Arthrosphaera ruginosa — E
- Arthrosphaera rugosa — E
- Arthrosphaera versicolor — E

#### Родина:Zephroniidae
- Sphaeropoeus hercules

### Ряд:Siphonophorida

#### Родина:Siphonophoridae
- Pterozonium picteti
- Siphonophora humberti — Е

### Ряд:Spirobolida

#### Родина:Pachybolidae
- Xenobolus carnifex

#### Родина:Pseudospirobolellidae
- Pseudospirobolellus avernus

#### Родина:Spirobolidae
- Spirobolus crebristriatus — E
- Spirobolus greeni — E
- Spirobolus longicollis — E
- Spirobolus longicornis — E
- Spirobolus obtusospinosus — E
- Spirobolus spirostreptinus — E
- Spirobolus taprobanensis — E

#### Родина:Trigoniulidae
- Cingalobolus bugnioni — E
- Lankabolus coelebs — E
- Trigoniulus corallinus

### Ряд:Spirostreptida

#### Родина:Cambalopsidae
- Trachyjulus aelleni — E
- Trachyjulus costatus — E
- Trachyjulus humberti — E
- Trachyjulus lankanus — E
- Trachyjulus minor — E
- Trachyjulus willeyi — E

#### Родина:Glyphiulidae
- Podoglyphiulus ceylanicus — E

#### Родина:Harpagophoridae
- Carlogonus robustior — E
- Harpurostreptus attemsi — E
- Harpurostreptus hamifer — E
- Harpurostreptus krausi
- Harpurostreptus matarae — E
- Humbertostreptus lunelii — E
- Ktenostreptus anderssoni — E
- Ktenostreptus anulipes — E
- Ktenostreptus centrurus — E
- Ktenostreptus costulatus — E
- Ktenostreptus lankaensis — E
- Ktenostreptus rugulosus — E
- Ktenostreptus specularis — E
- Leptostreptus caudiculatus
- Leptostreptus exiguus — E
- Leptostreptus fuscus — E
- Phyllogonostreptus nigrolabiatus
- Stenurostreptus stenorhynchus — E
- Thyropygus allevatus
- Thyropygus poseidon — E

#### Родина:Spirostreptidae
- Spirostreptus contemptus — E
- Spirostreptus insculptus — E
- Spirostreptus modestus — E

### Ряд:Ківсяки

#### Родина:Julidae
- Julus ceilanicus — Е

### Ряд:Stemmiulida

#### Родина:Stemmiulidae
- Diopsiulus annandalei — Е
- Diopsiulus ceylonicus — E
- Diopsiulus greeni — Е
- Diopsiulus madaraszi — E